# Барон Линдсей Биркерский
Барон Линдсей Биркерский (англ. Baron Lindsay of Birker) из Лоу Граунда в графстве Камберленд — наследственный титул в системе Пэрства Соединённого королевства. Он был создан 13 ноября 1945 года для шотландского учёного и просветителя Сэнди Линсея (1879—1952). Его старший сын, Майклс Фрэнсис Моррис Линдсей, второй барон Линдсей из Биркера (1909—1994), был профессором исследования Дальнего Востока в Американском университете в Вашингтоне (округ Колумбия). Его женой была китаянка Сяо Ли (1916—2010). 
По состоянию на 2024 год носителем титула являлся его единственный сын, Джеймс Фрэнсис Лингдсей, 3-й барон Линдсей из Биркера (род. 1945), который стал преемником своего отца в 1994 году. Лорд Линдсей Биркерский — австралийский гражданин и дипломат, также он был известен в качестве заместителя австралийского Верховного комиссара в Пакистане и Кении.

## Бароны Линдсей из Биркера (1945)
- 1945—1952: Александр Данлоп «Сэнди» Линдсей, 1-й барон Линдсей из Биркера (14 мая 1879 — 18 марта 1952), сын преподобного Томаса Мартина Линдсея (1843—1914)[1];
- 1952—1994: Майкл Фрэнсис Моррис Линдсей, 2-й барон Линдсей из Биркера (24 февраля 1909 — 13 февраля 1994), старший сын предыдущего[2];
- 1994 — настоящее время: Джеймс Фрэнсис Линдсей, 3-й барон Линдсей из Биркера (род. 29 января 1945), единственный сын предыдущего[3];
  - Наследник титула: Александр Себастьян Линдсей (род. 27 мая 1940), двоюродный брат предыдущего, старший сын майора достопочтенного Томаса Мартина Линдсея (1915—1995), младшего брата 2-го барона Линдсея Биркерского[4].